# ريجولون
في علم الوراثة الجزيئي ، الريجولون أو الريغولون هو مجموعة من الجينات التي يتم تنظيمها كوحدة ، يتم التحكم فيها بشكل عام بواسطة نفس الجين التنظيمي الذي يعبر عن بروتين يعمل كمثبط أو منشط . يتم استخدام هذا المصطلح بشكل عام ، وإن لم يكن حصريًا ، للإشارة إلى بدائيات النوى ، التي غالبًا ما يتم تنظيم جينوماتها في أوبيرونات ؛ عادة ما يتم تنظيم الجينات الموجودة داخل ريجولون في أكثر من أوبيرون واحد في مواقع متباينة على الكروموسوم .  ينطبق هذا المصطلح على حقيقيات النوى ، ويشير إلى أي مجموعة من الجينات غير المتجاورة التي يتحكم فيها نفس الجين التنظيمي. 
الموديلون modulon عبارة عن مجموعة من القواعد التنظيمية أو العوامل التي يتم تنظيمها بشكل جماعي استجابة للتغيرات في الظروف أو في حالة الإجهاد ، ولكن قد تكون تحت سيطرة جزيئات تنظيمية مختلفة أو متداخلة. كما يستخدم مصطلح المنبه stimulon أحيانًا للإشارة إلى مجموعة الجينات التي يستجيب تعبيرها لمحفزات بيئية محددة. 

## أمثلة
اللوائح المدروسة بشكل شائع في البكتيريا هي تلك المسؤولة عن الاستجابة للإجهاد مثل الصدمة الحرارية . يتم تنظيم استجابة الصدمة الحرارية في الإشريكية القولونية بواسطة عامل سيجما σ32 ( RpoH ) ، والذي تم وصف نظامه بأنه يحتوي على 89 إطار قراءة مفتوحًا على الأقل. 
تعتبر القواعد التنظيمية (روجولون) التي تشتمل على عوامل ضراوة في البكتيريا المسببة للأمراض ذات أهمية بحثية خاصة ؛ من الأمثلة التي يتم دراستها كثيرًا هو منظم الفوسفات في الإشريكية القولونية ، والذي يقرن الاستتباب الفوسفات بحالة مرض من خلال نظام مكون من عنصرين .  يمكن أن تكون الروجولونات أحيانًا جزر مسببة للأمراض . 
يعتبر نظام Ada Regulon في الإشريكية القولونية مثالًا مميزًا جيدًا لمجموعة من الجينات المشاركة في شكل الاستجابة التكيفية لإصلاح الحمض النووي . 
يُعد سلوك استشعار النصاب في البكتيريا مثالًا شائعًا لمودولون أو ستيمولون ( المنبه) ،  على الرغم من أن بعض المصادر تصف هذا النوع من الحث التلقائي بين الخلايا كشكل منفصل عن التنظيم. 

## التطور
التغييرات في تنظيم شبكات الجينات هي آلية شائعة للتطور بدائية النواة. مثال على تأثيرات البيئات التنظيمية المختلفة للبروتينات المتماثلة هو بروتين OmpR المرتبط بالحمض النووي ، والذي يشارك في الاستجابة للإجهاد التناضحي في الإشريكية القولونية ولكنه يشارك في الاستجابة للبيئات الحمضية في السالمونيلا التيفيموريوم . 

## روابط خارجية
- Regulon في المكتبة الوطنية الأمريكية للطب نظام فهرسة المواضيع الطبية (MeSH).